# Football aux Jeux panarabes de 1976
Navigation
Le Caire 1965 Rabat 1985
Les Jeux panarabes de 1976 de football opposent sept nations arabes et se déroulent dans la ville de Damas en Syrie. Il s'agit de la 5e édition de ces jeux depuis la première qui s'est déroulée à Alexandrie. Se déroulant du 7 au 21 octobre 1976, la compétition s'est déroulée sous forme de championnat mettant aux prises sept nations différentes. 
C'est le Maroc qui remporte la compétition de football pour la deuxième fois lors de cette édition grâce à ses 4 victoires et 2 matchs nuls lui permettant d'obtenir 10 points, sachant que 6 matchs se sont déroulés et que chaque victoires rapportent 2 points. L'Arabie saoudite prend la seconde place alors que la Syrie décroche la troisième place.

## Équipes participantes
7 nations prennent part à la compétition :
- Syrie
- Jordanie
- Mauritanie
- Arabie saoudite
- Maroc
- Yémen du Sud
- Palestine

## Compétition
| Rang | Équipe          | Pts | J | G | N | P | Bp | Bc | Diff |  | Résultats (▼ dom., ► ext.) |  |     |     |     |     |     |     |
| ---- | --------------- | --- | - | - | - | - | -- | -- | ---- |  | -------------------------- |  | --- | --- | --- | --- | --- | --- |
| 1    | Maroc           | 10  | 6 | 4 | 2 | 0 | 12 | 0  | +12  |  | Maroc                      |  | 0-0 | 0-0 | 4-0 | 3-0 | 3-0 | 2-0 |
| 2    | Arabie saoudite | 7   | 6 | 3 | 1 | 2 | 9  | 4  | +5   |  | Arabie saoudite            |  |     | 2-0 | 0-1 | 0-1 | 3-1 | 4-1 |
| 3    | Syrie           | 7   | 6 | 3 | 1 | 2 | 6  | 4  | +2   |  | Syrie                      |  |     |     | 1-2 | 1-0 | 2-0 | 2-0 |
| 4    | Yémen du Sud    | 7   | 6 | 3 | 1 | 2 | 7  | 8  | -1   |  | Yémen du Sud               |  |     |     |     | 2-3 | 0-0 | 2-0 |
| 5    | Jordanie        | 6   | 6 | 3 | 0 | 3 | 7  | 9  | -2   |  | Jordanie                   |  |     |     |     |     | 1-2 | 2-1 |
| 6    | Palestine       | 5   | 6 | 2 | 1 | 3 | 4  | 9  | -5   |  | Palestine                  |  |     |     |     |     |     | 1-0 |
| 7    | Mauritanie      | 0   | 6 | 0 | 0 | 6 | 2  | 13 | -11  |  | Mauritanie                 |  |     |     |     |     |     |     |

## Vainqueur
| Vainqueur des Jeux panarabes de 1976 Maroc 2e titre |